# Tromsø
Tromsø (Samisch: Romsa, Kveens: Tromssa)) is de hoofdplaats van de provincie (in het Noors fylke) Troms in het noorden van Noorwegen. De stad heeft al sinds de 19de eeuw de bijnaam Parijs van het Noorden. Tromsø heeft een centrumfunctie voor Noord-Noorwegen. De stad is zetel voor Hålogaland lagmannsrett, het gerechtshof voor de drie noordelijke fylker, Troms, Finnmark en Nordland.

## Ligging
De stad ligt nagenoeg op 70° noorderbreedte, wat overeenkomt met de geografische breedte van Alaska en Siberië. Ze ligt ten noorden van de poolcirkel, waardoor tussen eind mei en half juli de middernachtzon is te zien. Van eind november tot half januari heeft de stad te maken met de poolnacht.
Het stadscentrum en de luchthaven liggen op het eiland Tromsøya, dat via de 1016 m lange Tromsøbrug, en een tunnel, met het vasteland en met de 1235 m lange Sandnessundbrug met het eiland Kvaløya verbonden is. Voorsteden van Tromsø omvatten onder meer in het oosten Tromsdalen, dat op het vasteland is gelegen, en het oostelijke deel van Kvaløya.
In het oosten van de gemeente ligt een deel van het Ullsfjord.

## Bevolking
Tromsø telt 75.638 inwoners (2018) van wie ongeveer 40.000 op het centrale eiland wonen. Met een oppervlakte van 2558 km², waarvan 1434 km² op het vasteland en de overige 1124 km² verspreid over meerdere eilanden, is de gemeente Tromsø een van de meest uitgestrekte steden van Europa.
Men treft er meer dan 100 verschillende nationaliteiten aan (mede dankzij de universiteit die talloze uitwisselingsstudenten van over de hele wereld aantrekt) met Russen en Finnen als belangrijkste minderheden (naast andere Scandinaviërs). De Saami doen, na een lange periode van verdrukking, hun aanwezigheid weer gevoelen. De meeste Samisch sprekende inwoners immigreerden naar Tromsø vanuit andere Samisch sprekende streken in het Noorden en Oosten.

## Geschiedenis

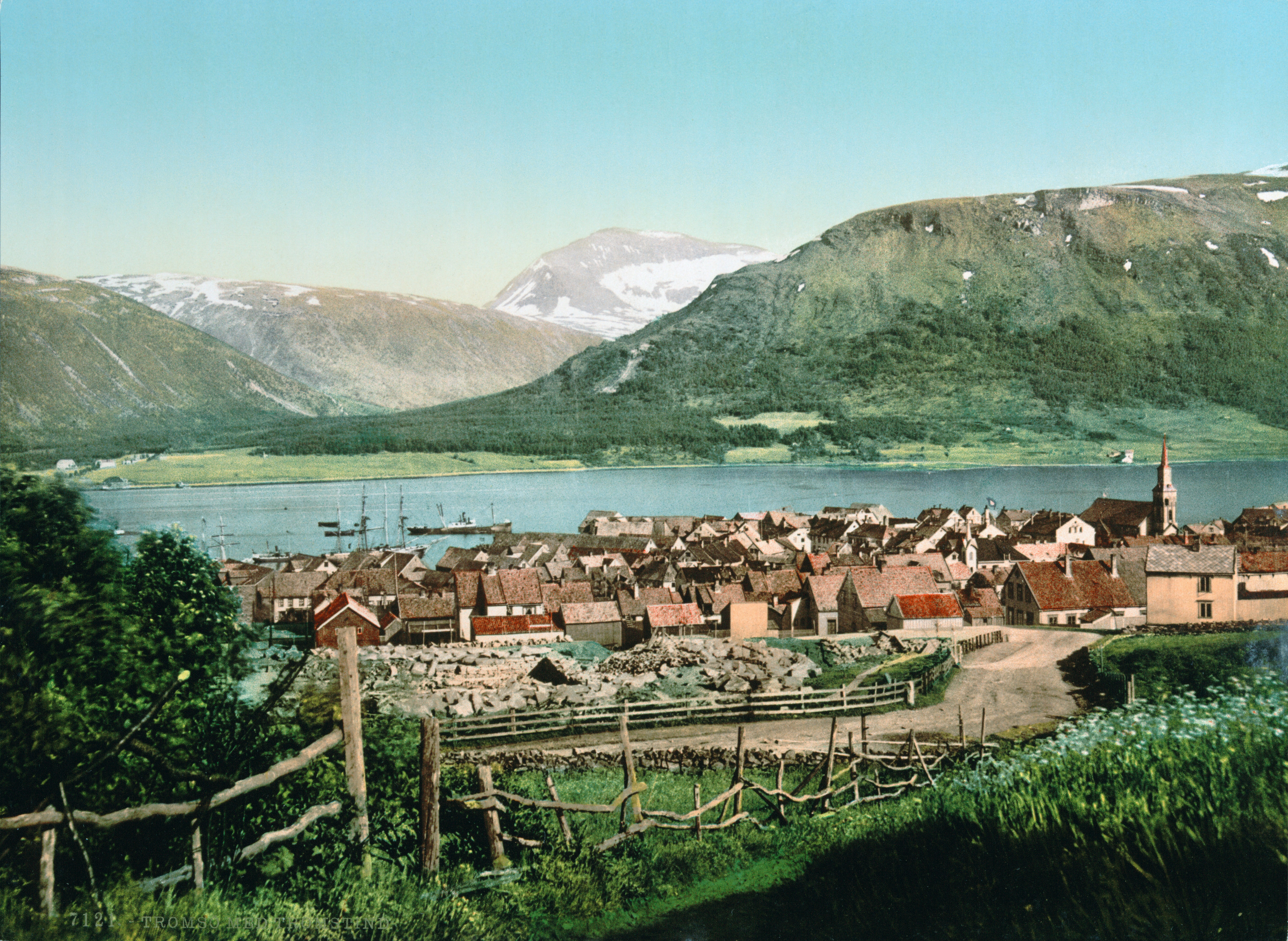
Tromsø in 1900

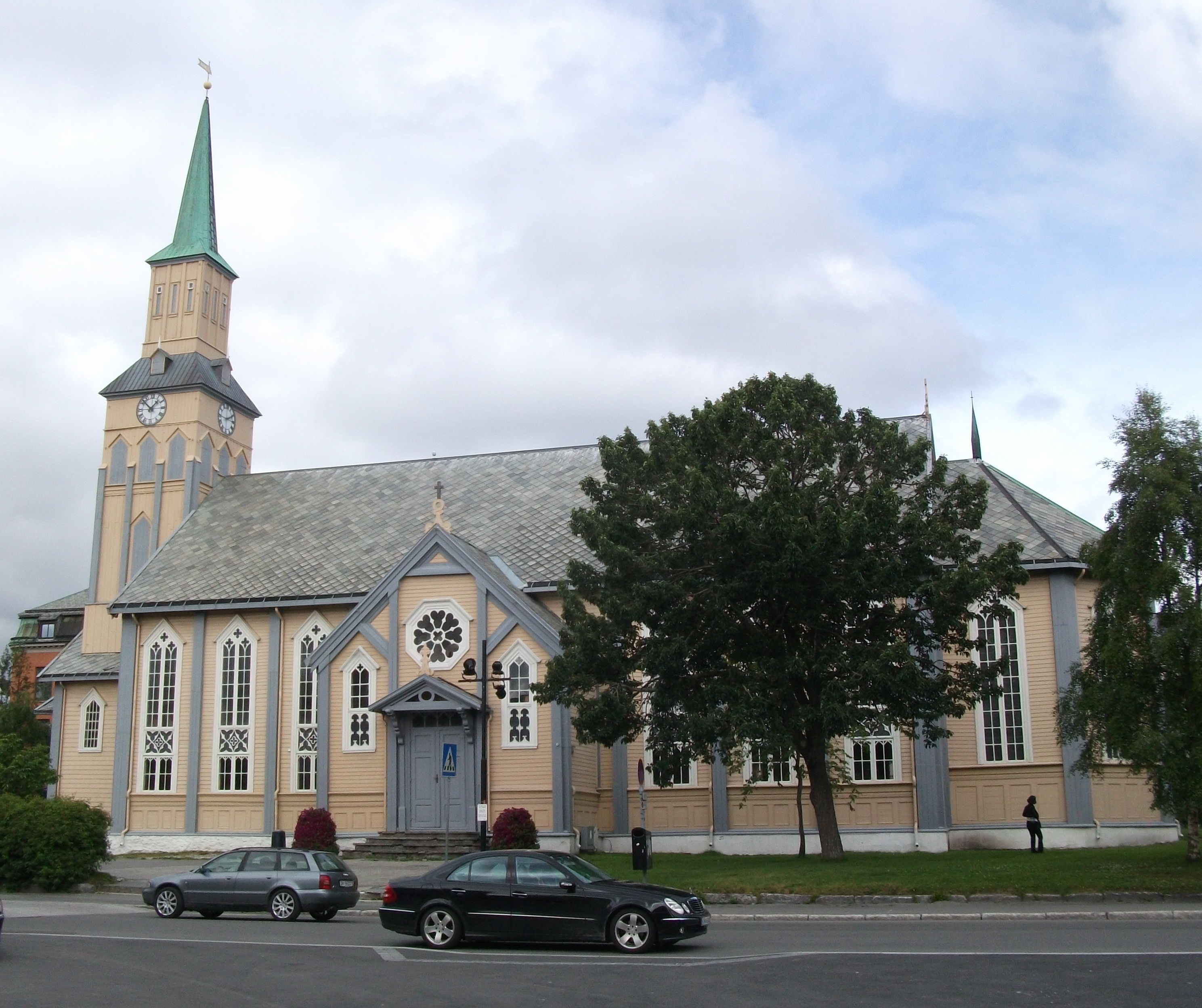
De kathedraal van Tromsø

Uit archeologische vondsten blijkt dat de streek reeds 10.000 jaar geleden bewoond was, terwijl de Samische cultuur op zijn minst 2000 jaar in de tijd teruggaat. De eerste sporen van de Scandinavische taal en cultuur vindt men omstreeks 300 n.C. De eerste kerk in de regio werd in 1252 gebouwd en kreeg als naam De heilige Maria dicht bij de heidenen.
Omstreeks 1700 vond er immigratie uit Finland plaats. De stad verkreeg in 1789 handelsrechten en vijf jaar later stadsrechten. Op dat ogenblik telde Tromsø amper 80 inwoners.
Tijdens de 19de eeuw won de stad aan belang: er kwamen een bisschopszetel, een instelling voor lerarenopleiding, een museum en een brouwerij. Omstreeks 1850 had Tromsø Hammerfest verdrongen als centrum voor de jacht in de poolgebieden en daarna, in het begin van de jaren 1900, diende de stad als vertrekplaats voor heel wat befaamde poolexpedities.
In 1940 diende de stad kortstondig tot verblijfplaats van de Noorse regering. Alhoewel op 12 november 1944 het Duitse slagschip Tirpitz in de nabijheid tot zinken werd gebracht, wist de stad als enige in Noord-Noorwegen zonder verwoesting de oorlog door te komen. Aan het einde van de oorlog bood Tromsø onderdak aan vele duizenden vluchtelingen uit Finnmark, dat totaal verwoest werd toen de Duitsers zich terugtrokken.
Na de oorlog groeide de stad snel. In 1960 verbond een brug Tromsø met het vasteland. De luchthaven werd in 1964 geopend. De stad heeft een universiteit, gesticht in 1968, die als de noordelijkste universiteit ter wereld geldt. Aan de universiteit is een universitair ziekenhuis verbonden. Daarnaast is in Tromsø het Noors Instituut voor Pool-onderzoek gevestigd en een instituut dat onderzoek naar het noorderlicht doet. Sinds 1964 is het inwonersaantal verdubbeld.
In de nacht van 13 op 14 mei 1969 werd het centrum van de stad door een forse brand in de as gelegd. De merendeels uit hout opgetrokken huizen vormden een makkelijke prooi voor de vlammenzee. Er vielen geen doden, maar meer dan de helft van de toenmalige 14.000 inwoners werd dakloos.

## Klimaat
Ondanks haar noordelijke ligging geniet de stad een mild eilandklimaat. De gemiddelde jaartemperatuur bedraagt 2,5 °C. De laagste temperatuur ooit gemeten bedroeg –18,6 °C. in 1966. De gemiddelde temperatuur bedraagt in januari –4 °C, in juli 11,8 °C. De watertemperatuur varieert van 4 à 5 °C in de winter tot 10 à 11 °C in de zomer. De winter is meestal nogal sneeuwrijk. Zo bereikte men in april 1997 de recordhoogte van 2,4 meter. De haven blijft het hele jaar ijsvrij.
Tromsø bevindt zich samen met het binnenland van Groenland en de Canadese toendra in het midden van de zone waar het noorderlicht het vaakst te zien is. De kans om het poollicht te zien, blijkt het grootst te zijn tussen 18 en 2 uur.

## Universiteit
De Tromsø Arktiske Universitet UiT is de noordelijkste universiteit ter wereld en telt ongeveer 16.000 studenten. De universiteit focust zich vooral op mariene biologie en het noordpoolgebied, maar bestrijkt ook andere kanten zoals psychologie en de medische wetenschap. De universiteit heeft haar hoofdgebouw in Tromsø, maar is verspreid over heel noord Noorwegen. Zo is er onder andere een faculteit te vinden op Spitsbergen in Longyearbyen.

## Bouwwerken

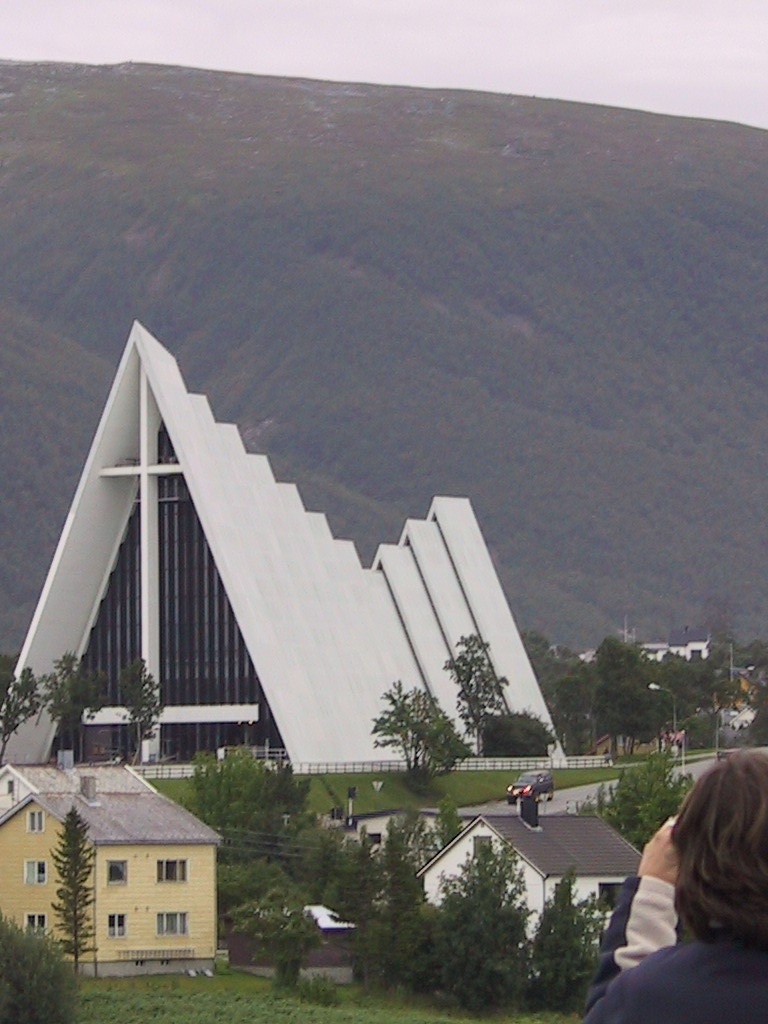
De IJszeekathedraal

- Het Poolmuseum (Polarmuseet) is ondergebracht in een beschermd gebouw van de douane uit de jaren 1830 en bevindt zich in het oude stadsgedeelte nabij de haven. Er zijn interessante tentoonstellingen over de poolreizigers en de jacht in de poolgebieden.
- Het Tromsø Museum in het Volkspark geeft informatie over de natuurkundige en culturele geschiedenis van Noord-Noorwegen. Ook is er uitgebreide informatie over het verleden en heden van de Saami.
- Het Tromsø stadmuseum in de middeleeuwse vesting Skansen is een aanschouwelijke voorstelling van de geschiedenis van de stad.
- De IJszeekathedraal (Ishavskatedralen) werd op 19 december 1965 ingewijd door bisschop Monrad Norderva. Het moderne gebouw heeft een glazen 35m hoge gevel. Het gebrandschilderd glasraam werd op 25 juni 1972 ingehuldigd. Het is 23m hoog en heeft een oppervlakte van 140 m². Het bedekt de hele oostelijke wand van de kerk en weegt 140 ton. Het is een werk van Viktor Sparre.
- Met de kabelbaan Fjellheisen kan men naar boven om van een panorama over de stad en de omgeving te genieten.
- De openbare bibliotheek van Tromsø, die ook de stadsarchieven bevat.

## Bereikbaarheid
- De luchthaven Langnes ligt op acht minuten van het stadscentrum. De luchtvaartmaatschappijen Norwegian en SAS voeren dagelijks meerdere vluchten uit naar Oslo (1 uur 50 min) en Bodø (45 min). Daarnaast vliegt Widerøe elke dag naar de meeste luchthavens van Noord-Noorwegen. Ook zijn er rechtstreekse vluchten naar Longyearbyen (Spitsbergen), Moermansk (Rusland) en Luleå (Zweden).
- Schepen van Hurtigruten doen de haven dagelijks aan op hun vaart naar Kirkenes of Bergen. Daarnaast zijn er de snelboten van TFDS die dagelijks Tromsø verbinden met onder meer Finnsnes (1 uur 10 min), Harstad (2 uur 35 min), Skjervøy (1 uur 50 min).
- NOR-WAY Busekspress zorgt voor verbindingen met Narvik (4 uur), Alta (6 uur 15 min) en Bodø (6 uur 30 min).
- De dichtstbijzijnde treinstations bevinden zich in Narvik (verbinding met Kiruna in Zweden) en Bodø (eindpunt van Nordlandsbanen naar Trondheim).

## Sport
Tromsø IL is de betaaldvoetbalclub van de stad en speelt haar wedstrijden in het Alfheimstadion. Het is de meest noordelijke profclub van de wereld. Tromsø IL komt uit in de Eliteserien, de hoogste voetbalafdeling van Noorwegen.

## Plaatsen in de gemeente
- Ersfjordbotn
- Kaldfjord
- Kjosen
- Movik
- Sommarøy
- Tromsdalen
- Tromsø

## Stedenbanden
- Luleå (Zweden)
- Zagreb (Kroatië), sinds 1971
- Gaza (Palestina), sinds 2001

## Geboren in Tromsø
- Geir Jenssen (1962), muzikant
- Roger Nilsen (1969), voetballer
- Bjarte Engen Vik (1971), combinatieskiër
- Ole Martin Årst (1974), voetballer
- Rune Lange (1977), voetballer
- Lene Marlin (1980), singer-songwriter
- André Hanssen (1981), voetballer
- Marit Malm Frafjord (1985), handbalster
- Eline Arbo (1986), toneelregisseuse
- Guro Pettersen (1991), voetbalster
- Silje Theodorsen (1994), langlaufster
- Johann André Forfang (1995), schansspringer
- Andreas Leknessund (1999), wielrenner
- Sebastian Tounekti (2002), voetballer